# Ꜻ
Cette page contient des caractères spéciaux ou non latins. S’ils s’affichent mal (▯, ?, etc.), consultez la page d’aide Unicode.
Ꜻ (minuscule ꜻ) est une voyelle et un graphème utilisé en vieux norrois au Moyen Âge. C’est une ligature appelée « v dans l’a barré », « a v liés barrés » ou « a v collés barrés ».

## Utilisation
Au Moyen Âge, le v dans l’a est utilisé pour représenter une voyelle mi-ouverte postérieure arrondie [ɔ], le /ø/ court ou /øː/ long, ou encore le /ɛː/ long.

## Représentations informatiques
L’u dans l’a peut être représenté avec les caractères Unicode (latin étendu D) suivants :
| formes    | représentations | chaînes de caractères | points de code | descriptions                     |
| --------- | --------------- | --------------------- | -------------- | -------------------------------- |
| capitale  | Ꜻ               | Ꜻ                     | U+A73A         | lettre majuscule latine av barré |
| minuscule | ꜻ               | ꜻ                     | U+A73B         | lettre minuscule latine av barré |

## Sources
- (da + non) Verner Dahlerup, Ágrip af Noregs konunga sögum, S.L. Møllers bogtrykkeri, 1880 (lire en ligne)
- (da) Helle Degnbol, Bent Chr. Jacobsen, Eva Rode, Christopher Sanders et Þorbjörg Helgadóttir, Ordbog over det norrøne prosasprog, vol. 1 : A-bam, Copenhague, Den arnamagnæanske kommission, 1995 (lire en ligne)
- (en) Michael Everson (dir.), Peter Baker, António Emiliano, Florian Grammel, Odd Einar Haugen, Diana Luft, Susana Pedro, Gerd Schumacher et Andreas Stötzner, Proposal to add medievalist characters to the UCS (no N3027, L2/06-027), 30 janvier 2006 (lire en ligne)